# 34585 Torrano
34585 Torrano è un asteroide della fascia principale. Scoperto nel 2000, presenta un'orbita caratterizzata da un semiasse maggiore pari a 2,359350 UA e da un'eccentricità di 0,148366, inclinata di 7,631584° rispetto all'eclittica. Ha un diametro di 2,399 km.